# Transuranien

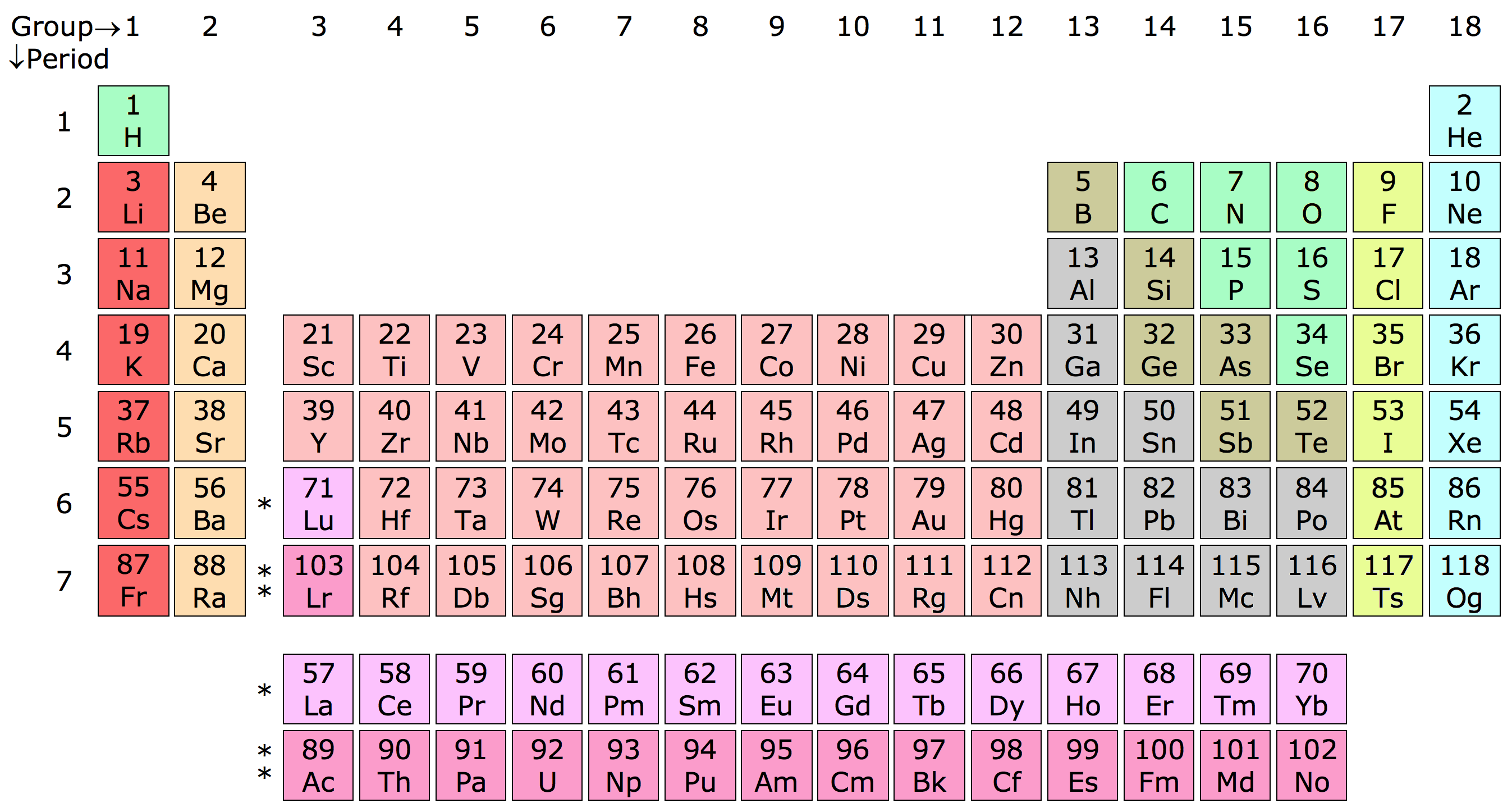
Eléments transuraniens dans le tableau périodique.

Les transuraniens, ou éléments transuraniens sont les éléments chimiques dont le numéro atomique est supérieur à celui de l'uranium, c'est-à-dire supérieur à 92. Ce sont tous des radioéléments n'ayant aucun isotope stable, produits artificiellement, au sein de réacteurs nucléaires pour les plus légers, et par des accélérateurs de particules de certains laboratoires de recherche spécialisés pour les plus lourds (26 avaient été synthétisés en décembre 2016, du neptunium (93) à l'oganesson (118), aucun isotope de numéro atomique supérieur à 118 n'ayant été observé à cette date) ; ou possiblement par certaines étoiles telles que l'étoile de Przybylski, dont le spectre d'absorption révèle la présence de différents actinides.
À mesure que leur numéro atomique augmente, les transuraniens deviennent rapidement très instables. Le neptunium 93Np et le plutonium 94Pu, les plus légers d'entre eux, ont des isotopes dont la période radioactive se chiffre en millions d'années, mais, parmi les actinides suivants, seul le curium 96Cm atteint encore 15,6 millions d'années avec l'isotope 247Cm, et, parmi les transactinides observés, seul le dubnium 105Db atteint 16 heures avec l'isotope 268Db. Un « îlot de stabilité » avait été conjecturé sur la 8e période parmi les superactinides, mais se trouverait plutôt, s'il existe réellement, parmi les transactinides de la 7e période.

## Propriétés
Les onze premiers transuraniens sont des actinides, au même titre que le thorium et l'uranium. Les quatre plus légers — neptunium, plutonium, américium, curium — sont produits en quantités significatives au sein des réacteurs nucléaires, tandis que les sept suivants ne sont synthétisés qu'en laboratoire.
Les quatorze transuraniens suivants qui ont été observés sont appelés transactinides, car situés au-delà de la famille des actinides dans le tableau périodique des éléments.
Les propriétés chimiques des actinides sont conformes à la périodicité observée tout au long des six premières périodes du tableau périodique. Ils ont un comportement rappelant celui des lanthanides, mais avec une plus grande stabilité des états d'oxydation élevés (+5 et +6) en raison du cortège électronique plus chargé des actinides, qui écrante davantage le noyau vis-à-vis des électrons périphériques. En revanche, les propriétés chimiques des transactinides s'écartent de la périodicité des éléments plus légers : pour Z >> 100, des effets relativistes deviennent significatifs sur des électrons en interaction avec un noyau très fortement chargé, certaines corrections induites par l'électrodynamique quantique ne peuvent plus être négligées, les approximations considérant les électrons de façon individuelle pour déterminer les orbitales cessent d'être valides, et des effets de couplage spin-orbite redistribuent les niveaux d'énergie, et donc les sous-couches électroniques : il s'ensuit que la distribution des électrons autour du noyau obéit de moins en moins aux règles bien vérifiées pour les six premières périodes, et que les propriétés des éléments dans cette région du tableau cessent d'être prédictibles en fonction de leur groupe.
Ainsi, l'élément 118Og devrait être un gaz rare en vertu de son positionnement en bas de la 18e colonne, mais il s'agirait en fait d'un solide semiconducteur aux propriétés voisines d'un métalloïde, tandis que l'élément 114Fl, qui devrait être un métal pauvre en bas de la 14e colonne, aurait plutôt les propriétés d'un gaz rare.
Le copernicium 112Cn, situé parmi les métaux de transition, aurait également certaines propriétés le rapprochant des gaz rares et serait d'ailleurs gazeux.

## Découverte et dénomination

### Production artificielle
Les transuraniens ont été découverts essentiellement par trois laboratoires spécialisés :
- Le Laboratoire national Lawrence-Berkeley, en Californie, sous trois directeurs différents :
  - Edwin Mattison McMillan, le premier à découvrir un élément transuranien :
    - 93 (neptunium, Np) en 1940, ainsi nommé d'après la planète Neptune, car il vient après l'uranium, de même que Neptune suit Uranus dans l'ordre des planètes.

  - Glenn T. Seaborg, le suivant, qui découvrit:
    - 94 (plutonium, Pu) en 1940, nommé d'après la planète Pluton, selon la règle de dénomination adoptée pour le neptunium, puisque Pluton suit Neptune dans l'ordre des planètes.
    - 95 (américium, Am) en 1944, nommé ainsi parce qu'il est un analogue de l'europium, et d'après le nom du continent où il a été produit pour la première fois.
    - 96 (curium, Cm) en 1944, d'après Pierre et Marie Curie, les célèbres chercheurs qui ont isolé les premiers éléments radioactifs.
    - 97 (berkélium, Bk) en 1949, baptisé d'après la ville de Berkeley, où l'université est située.
    - 98, (californium, Cf) en 1950, d'après l'État de Californie, où l'université est située.

  - Albert Ghiorso, qui était membre de l'équipe Seaborg lorsqu'elle produisit le curium, le berkélium et le californium, et qui, devenu directeur, produisit :
    - 99 (einsteinium, Es) en 1952, du nom du grand physicien Albert Einstein.
    - 100 (fermium, Fm) en 1952, nommé d'après Enrico Fermi, le physicien qui réalisa la première réaction en chaîne contrôlée.
    - 101 (mendélévium, Md) en 1955, d'après le nom du chimiste russe Dmitri Mendeleïev, l'un des deux hommes qui développèrent le tableau périodique des éléments chimiques.
    - 102 (nobélium, No) en 1958, nommé ainsi à la suite de la première revendication (aujourd'hui invalidée) de sa découverte par l'Institut Nobel à Oslo en Norvège en 1957 ; le « Transfermium Working Group » de l'UICPA-UIPPA a néanmoins attribué en 1992 au laboratoire Flerov du JINR à Dubna, en Russie, la paternité de la découverte de cet élément, estimant que c'est à Dubna qu'il a été formellement identifié pour la première fois, en 1966.
    - 103 (lawrencium, Lr) en 1961, en hommage à Ernest O. Lawrence, physicien surtout connu pour avoir développé le cyclotron, et de qui le Lawrence Livermore National Laboratory (où ces transuraniens ont été synthétisés) tient son nom.

- Le Laboratoire Flerov de réactions nucléaires de l'Institut unifié de recherche nucléaire (JINR) à Dubna, en Russie, à l'origine de la synthèse des éléments suivants :
  - Trois transactinides à l'époque soviétique dont la dénomination a fait l'objet d'une intense querelle avec l'équipe concurrente de Berkeley dans un contexte de guerre froide, querelle close seulement en 1997 par un accord global sous l'égide de l'UICPA et qui avait été à l'origine de la dénomination systématique des éléments afin de prévenir de futures querelles de cette nature :
    - 104 (rutherfordium, Rf) en 1966, appelé kourtchatovium (Ku) dans tout le bloc de l'Est jusqu'à la chute du mur de Berlin, en hommage au physicien russe Igor Kourtchatov, tandis que l'IUPAC adoptait la dénomination systématique unnilquadium ; la querelle a été réglée en 1997 par l'adoption du nom occidental pour l'élément 104 en hommage au chimiste et prix Nobel néo-zélandais Ernest Rutherford, en l'échange du nom soviétique pour l'élément suivant.
    - 105 (dubnium, Db) en 1968, qui fut appelé hahnium (Ha) en Occident, en hommage au chimiste et prix Nobel allemand Otto Hahn, jusqu'en 1997.
    - 106 (seaborgium, Sg) en 1974, d'après le nom de Glenn T. Seaborg, ce qui fut controversé car ce dernier était encore vivant à cette date, bien qu'il y ait eu un précédent avec l'einsteinium ; l'adoption de ce nom contribua cependant à clore en 1997 la querelle américano-soviétique relative à la dénomination des éléments 104, 105 et 106.

  - Six transactinides découverts à l'époque post-soviétique et longtemps désignés par la dénomination systématique de l'UICPA en attendant d'être formellement validés et nommés par cette organisation, une nouvelle querelle ayant vu le jour en 2006 à propos de l'oganesson :
    - 113 (nihonium, Nh) en 2003, en collaboration avec le LNLL de Livermore, en Californie
    - 114 (flérovium, Fl) en 1998
    - 115 (moscovium, Mc) en 2004, en collaboration avec le LNLL de Livermore, en Californie
    - 116 (livermorium, Lv) en 2000
    - 117 (tennesse, Ts) en 2010, en collaboration avec le GSI
    - 118 (oganesson, Og) en 2002, en collaboration avec le LNLL de Livermore, en Californie ; dans un contexte de regain de tension entre Russes et Américains, l'équipe russe a décidé unilatéralement d'appeler cet élément московий (« Moskowium, » symbole Mk) en référence à l'oblast de Moscou où se trouve Dubna, ce que conteste bien entendu l'équipe américaine.

- Le Centre de recherche sur les ions lourds (GSI, pour Gesellschaft für Schwerionenforschung mbH) à Darmstadt, en Hesse (Allemagne), sous la direction de Peter Armbruster, qui a synthétisé :
  - 107 (bohrium, Bh) en 1981, mot formé à partir du nom du physicien danois Niels Bohr, qui a compté dans l'élucidation de la structure de l'atome. Le groupe avait d'abord suggéré le nom nielsbohrium,  mais c'est bohrium qui fut finalement adopté.
  - 108 (hassium, Hs) en 1984, ainsi nommé d'après la forme latine Hassia du Land de Hesse, où est implanté le GSI, de façon similaire à l'appellation du californium.
  - 109 (meitnerium, Mt) en 1982, nommé d'après Lise Meitner, physicienne allemande qui fut l'une des premières impliquée dans l'étude de la fission nucléaire.
  - 110 (darmstadtium, Ds) en 1994, d'après la ville de Darmstadt, en Allemagne, où est implanté le GSI, de façon similaire à l'appellation du berkélium.
  - 111 (roentgenium, Rg) en 1994, nommé en hommage à Wilhelm Roentgen, qui découvrit les rayons X.
  - 112 (copernicium, Cn) en 1996, nommé en hommage à Nicolas Copernic, qui révolutionna les conceptions astronomiques de son temps.

### Présence dans la nature
Certaines étoiles semblent produire différents actinides.
Une étude de 2008 montre que les raies correspondant aux actinides suivants auraient été identifiées dans le spectre d'absorption de l'étoile de Przybylski : actinium (Ac), protactinium (Pa), neptunium (Np), plutonium (Pu), américium (Am), curium (Cm), berkélium (Bk), californium (Cf), einsteinium (Es).

## Liste des transuraniens
- n° 93 : neptunium Np
- n° 94 : plutonium Pu
- n° 95 : américium Am
- n° 96 : curium Cm
- n° 97 : berkélium Bk
- n° 98 : californium Cf
- n° 99 : einsteinium Es
- n° 100 : fermium Fm
- n° 101 : mendélévium Md
- n° 102 : nobélium No
- n° 103 : lawrencium Lr
- Transactinides :
  - n° 104 : rutherfordium Rf
  - n° 105 : dubnium Db
  - n° 106 : seaborgium Sg
  - n° 107 : bohrium Bh
  - n° 108 : hassium Hs
  - n° 109 : meitnerium Mt
  - n° 110 : darmstadtium Ds
  - n° 111 : roentgenium Rg
  - n° 112 : copernicium Cn
  - n° 113 : nihonium Nh
  - n° 114 : flérovium Fl
  - n° 115 : moscovium Mc
  - n° 116 : livermorium Lv
  - n° 117 : tennesse Ts
  - n° 118 : oganesson Og
  - n° 119 : ununennium Uue*
  - n° 120 : unbinilium Ubn*
- Famille des superactinides :
  - n° 121 : unbiunium Ubu*
  - n° 122 : unbibium Ubb*
  - n° 123 : unbitrium Ubt*
  - n° 124 : unbiquadium Ubq*
  - n° 125 : unbipentium Ubp*
  - n° 126 : unbihexium Ubh*
  - n° 127 : unbiseptium Ubs*
  - n° 128 : unbioctium Ubo*
  - n° 129 : unbiennium Ube*
  - n° 130 : untrinilium Utn*
  - n° 131 : untriunium Utu*
  - n° 132 : untribium Utb*
  - n° 133 : untritrium Utt*
  - n° 134 : untriquadium Utq*
  - n° 135 : untripentium Utp*
  - n° 136 : untrihexium Uth*
  - n° 137 : untriseptium Uts*
  - n° 138 : untrioctium Uto*
  - n° 139 : untriennium Ute*
  - n° 140 : unquadnilium Uqn*
  - n° 141 : unquadunium Uqu*
  - n° 142 : unquadbium Uqb*
  - n° 143 : unquadtrium Uqt*
  - n° 144 : unquadquadium Uqq*
  - n° 145 : unquadpentium Uqp*
  - n° 146 : unquadhexium Uqh*
  - n° 147 : unquadseptium Uqs*
  - n° 148 : unquadoctium Uqo*
  - n° 149 : unquadennium Uqe*
  - n° 150 : unpentnilium Upn*
  - n° 151 : unpentunium Upu*
  - n° 152 : unpentbium Upb*
  - n° 153 : unpenttrium Upt*
  - n° 154 : unpentquadium Upq* ?
  - n° 155 : unpentpentium Upp* ?
  - n° 156 : unpenthexium Uph* ?
  - n° 157 : unpentseptium Ups* ?

[*] Ces éléments n'ont à ce jour pas encore été observés et leur existence demeure par conséquent conjecturale.
À noter que le concept de superactinide relève de la chimie, laquelle dépend du cortège électronique associé aux noyaux atomiques, de sorte que le nombre exact de superactinides est inconnu car on ignore précisément comment se remplirait la couche 7g.

## Articles liés
- Élément synthétique
- Actinide
- Transactinide
- Radioactivité
- Radioisotope
- Tableau périodique des éléments
- Îlot de stabilité
- Structure nucléaire

|   | 1   | 2   |   |     |     |     |     |     |     |     |     |     |     |     |     |     |     | 3   | 4   | 5   | 6   | 7   | 8   | 9   | 10  | 11 | 12 | 13 | 14 | 15 | 16 | 17 | 18 |
| 1 | H   |     |   |     |     |     |     |     |     |     |     |     |     |     |     |     |     |     |     |     |     |     |     |     |     |    |    |    |    |    |    |    | He |
| 2 | Li  | Be  |   |     |     |     |     |     |     |     |     |     |     |     |     |     |     |     |     |     |     |     |     |     |     |    |    | B  | C  | N  | O  | F  | Ne |
| 3 | Na  | Mg  |   |     |     |     |     |     |     |     |     |     |     |     |     |     |     |     |     |     |     |     |     |     |     |    |    | Al | Si | P  | S  | Cl | Ar |
| 4 | K   | Ca  |   |     |     |     |     |     |     |     |     |     |     |     |     |     |     | Sc  | Ti  | V   | Cr  | Mn  | Fe  | Co  | Ni  | Cu | Zn | Ga | Ge | As | Se | Br | Kr |
| 5 | Rb  | Sr  |   |     |     |     |     |     |     |     |     |     |     |     |     |     |     | Y   | Zr  | Nb  | Mo  | Tc  | Ru  | Rh  | Pd  | Ag | Cd | In | Sn | Sb | Te | I  | Xe |
| 6 | Cs  | Ba  |   | La  | Ce  | Pr  | Nd  | Pm  | Sm  | Eu  | Gd  | Tb  | Dy  | Ho  | Er  | Tm  | Yb  | Lu  | Hf  | Ta  | W   | Re  | Os  | Ir  | Pt  | Au | Hg | Tl | Pb | Bi | Po | At | Rn |
| 7 | Fr  | Ra  |   | Ac  | Th  | Pa  | U   | Np  | Pu  | Am  | Cm  | Bk  | Cf  | Es  | Fm  | Md  | No  | Lr  | Rf  | Db  | Sg  | Bh  | Hs  | Mt  | Ds  | Rg | Cn | Nh | Fl | Mc | Lv | Ts | Og |
| 8 | 119 | 120 | * |     |     |     |     |     |     |     |     |     |     |     |     |     |     |     |     |     |     |     |     |     |     |    |    |    |    |    |    |    |    |
|   |     |     | * | 121 | 122 | 123 | 124 | 125 | 126 | 127 | 128 | 129 | 130 | 131 | 132 | 133 | 134 | 135 | 136 | 137 | 138 | 139 | 140 | 141 | 142 |    |    |    |    |    |    |    |    |

| Métaux alcalins | Métaux alcalino-terreux | Lanthanides    | Métaux de transition | Métaux pauvres | Métalloïdes | Non-métaux | Halogènes | Gaz nobles | Éléments non classés |
| Métaux alcalins | Métaux alcalino-terreux | Actinides      | Métaux de transition | Métaux pauvres | Métalloïdes | Non-métaux | Halogènes | Gaz nobles | Éléments non classés |
| Métaux alcalins | Métaux alcalino-terreux | Superactinides | Métaux de transition | Métaux pauvres | Métalloïdes | Non-métaux | Halogènes | Gaz nobles | Éléments non classés |